# Libverda
Libverda (deutsch Liebwerd) ist eine zum Stadtteil Děčín XXVII - Březiny gehörige Ortslage der Stadt Děčín (Tetschen) in Tschechien.

## Geographie

### Geographische Lage
Libverda befindet sich rechtsseitig der Ploučnice an der Straße von Děčín nach Česká Lípa. Südlich erhebt sich der Chlum (444 m) und im Osten der Pustý vrch (499 m). Im Nordwesten liegt das Gelände des Bahnhofs Děčín-východ.

### Nachbargemeinden
Nachbarorte sind Folknáře im Nordosten, Březiny im Osten, Bechlejovice im Südosten, Staré Město im Westen sowie Nové Město im Nordwesten.

## Geschichte
Der Meierhof Liebenwerde wurde 1401 erstmals urkundlich erwähnt. Vermutlich ist der Wirtschaftshof älter, es wird angenommen, dass er zwischen dem 11. und 13. Jahrhundert zur Versorgung der Feste Děčín errichtet worden war.
Im Jahr 1880 bestand Liebwerd aus acht Häusern, in denen 118 Menschen lebten. 1910 hatte der Ort 65 Einwohner und im Jahr 1930 waren es 59. Libverda bildete einen Ortsteil der Gemeinde Březiny und wurde mit ihr zusammen in den 1970er Jahren nach Děčín eingemeindet.

## Bildung

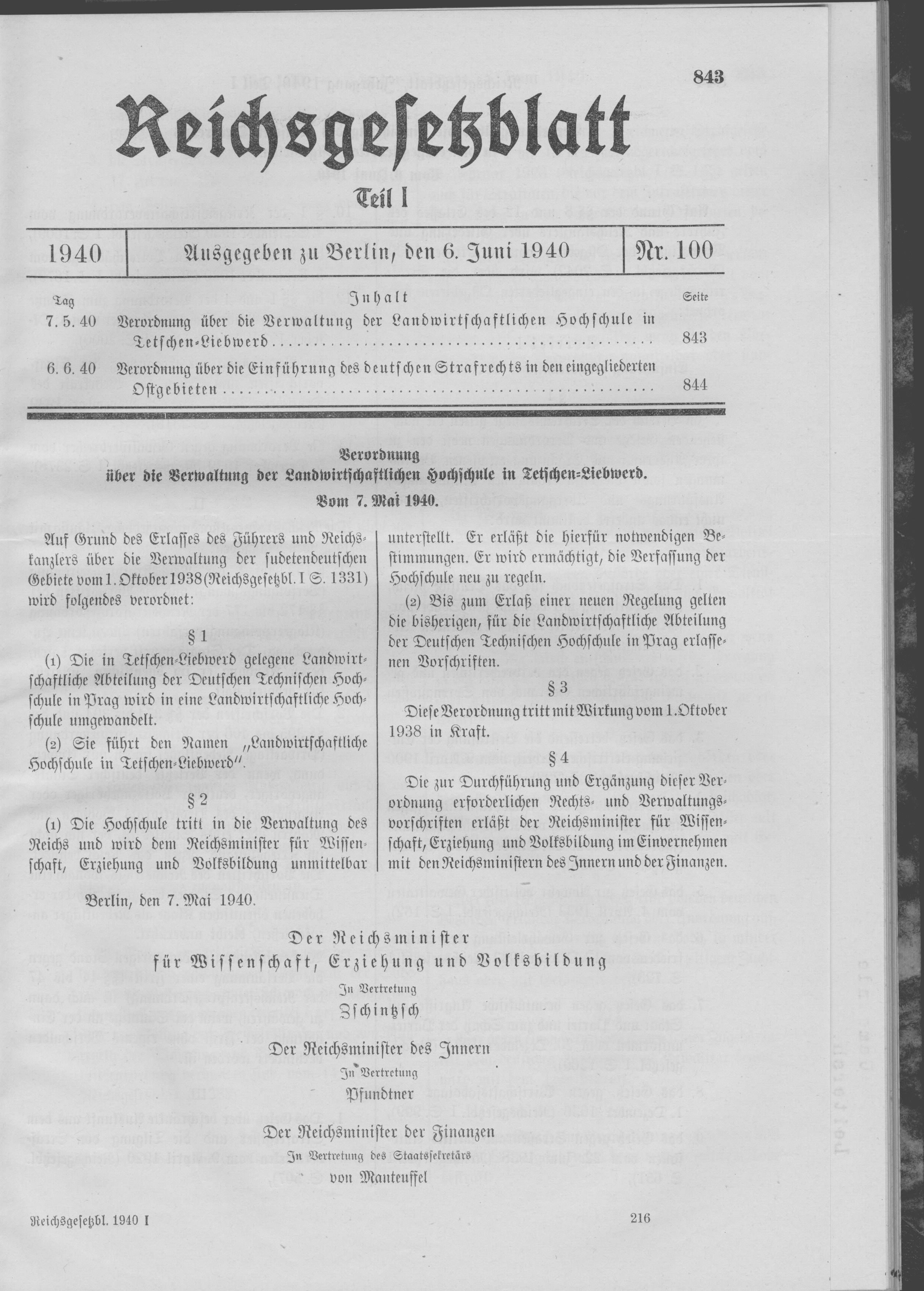
Verordnung über die Verwaltung der Landwirtschaftlichen Hochschule in Tetschen-Liebwerd vom 7. Mai 1940

1850 ließ der Besitzer der Grundherrschaft Tetschen, Franz Anton Graf von Thun und Hohenstein, im Meierhof durch Anton Emanuel von Komers eine Ackerbauschule errichten, die die erste ihrer Art in Böhmen war. Noch im selben Jahr entstand als Pendant zur deutschen Ackerbauschule in Liebwerd die tschechische Landwirtschaftsschule in Rábín.
Die Schule in Liebwerd wurde 1880 zur Königlich Böhmischen Landwirtschaftlichen Akademie Tetschen-Liebwerd erhoben. Zu den bedeutendsten Lehrern dieser Einrichtung zählte Josef Emanuel Hibsch, dessen Lebenswerk die geologische Erkundung und Kartierung des Böhmischen Mittelgebirges ist. Ab 1920 führte die Landwirtschaftsschule die Bezeichnung Landwirtschaftliche Hochschule Tetschen-Liebwerd.
1921 wurde die Akademie als Abteilung der Deutschen Technischen Hochschule in Prag angegliedert. Ein Jahr später gründete sich die heute in Duisburg ansässige Studentenverbindung K.D.St.V. Elbmark Tetschen-Liebwerd im CV.
Libverda ist heute der Sitz der Střední škola zahradnická a zemědělská Antonína Emanuela Komerse (Fachschule für Gartenbau und Landwirtschaft „Anton Emanuel von Komers“). An die Fachschule angeschlossen ist das Schulgut Děčín-Libverda, das sich im Stadtteil Nové Město befindet.